# Área de Conservação da Paisagem de Manija
A Área de Conservação da Paisagem de Manija é um parque natural localizado no condado de Pärnu, na Estónia.
A área do parque natural é de 205 hectares.
A área protegida foi fundada em 1991 para proteger as paisagens e a biodiversidade da Ilha de Manija. Em 2006, a área protegida foi reformulada para área de conservação paisagística.